# Adolf Josifowitsch Rabinowitsch

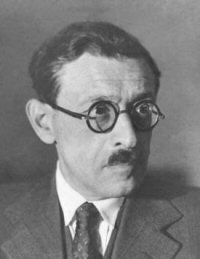
Adolf Josifowitsch Rabinowitsch (um 1935)

Adolf Josifowitsch Rabinowitsch (russisch Адо́льф Ио́сифович Рабино́вич; * 24. Märzjul. / 5. April 1893greg. in Odessa; † 19. September 1942 in Kasan) war ein ukrainisch-russischer Chemiker, Physikochemiker, Kolloidchemiker und Hochschullehrer.

## Leben
Rabinowitsch, Sohn eines Juristen, schloss 1911 das 2. Odessaer Gymnasium mit einer Goldmedaille ab. Anschließend studierte er Chemie an der Neurussland-Universität in Odessa mit Abschluss 1915. Darauf arbeitete er in einer Chemiefabrik in Odessa als Laborassistent. 1917 wurde er Dozent am Lehrstuhl für Chemie der Neurussland-Universität. 1920 wurde er zum Magister promoviert.
1923 wechselte Rabinowitsch an das Karpow-Institut für Physikalische Chemie in Moskau und leitete dort das Laboratorium für Kolloidchemie. Er untersuchte zusammen mit seinem Mitarbeiter W. A. Kargin die Stabilität und den Mechanismus der Koagulation lyophober Kolloide, den Reaktionsmechanismus zweier Kolloidsysteme sowie die damals noch nicht erforschte Klasse der Metall-Organosole. Rabinowitsch war Mitherausgeber der russischen Fachzeitschrift Journal für Physikalische Chemie und anderer Zeitschriften. Ab 1930 lehrte er auch als Professor an der Lomonossow-Universität Moskau. 1933 wurde er Korrespondierendes Mitglied der Akademie der Wissenschaften der UdSSR (AN-SSSR). Ab 1938 leitete er den Lehrstuhl für Kolloidchemie der Lomonossow-Universität. Nach Beginn des Deutsch-Sowjetischen Krieges erfolgte die Evakuierung nach Kasan, wo er starb.
Rabinowitschs  Forschungstätigkeit konzentrierte sich auf die Stabilität kolloidaler Systeme und die Photochemie. Er untersuchte die Kolloid-Koagulation durch Zugabe von Elektrolyten. Er entwickelte die Adsorptionstheorie der fotografischen Entwicklung. Er klärte die Sensibilisierung durch Farbstoffe auf sowie auch die Effekte der Adsorption auf die Absorptionsspektroskopie.